# Сид ван дер Вивер
Сид ван дер Вивер (на английски: Syd van der Vyver) е пилот от Формула 1. Роден е през 1920 година в ЮАР.

## Формула 1
Сид ван дер Вивер прави своя дебют във Формула 1 в Голямата награда на ЮАР през 1962 година. В световния шампионат записва едно състезание, като не успява да спечели точки. Състезава се с частен Лотус.